# Centreville Amusement Park
O Centreville Amusement Park é parque de diversões infantil localizado na Centre Island, parte das Ilhas de Toronto, no lago da cidade de Toronto, na província canadense de Ontário. Centre Ville

Slogan

Localização

 Toronto, Ontário, Canadá

Ferrovia em miniatura do Centreville
Slogan
É sempre ensolarado em Centreville.
Localização
Toronto, Ontário, Canadá
Inaugurado
1967
Proprietário
Beasley Amusement

O parque foi construído em 1967 com um tema de 1900 da virada do século, e inclui uma ferrovia em miniatura. Em 1870 lançou plantador de ferro para comemorar o aniversário da rainha Victoria foi originalmente localizado em frente à St. Lawrence Market e agora é destaque no centro do parque, Centreville é também o lar de um carrossel construído em 1907.
O parque é operado pela Beasley divertimentos baseados em Etobicoke em terras arrendadas da cidade de Toronto, e está aberto diariamente no verão. 
Ele é conectado ao centro de Toronto por um dos serviços de ferry da Toronto Island Ferrys, que liga a estação ao lado do parque de diversões com outro ao pé da Bay Street em frente ao Lago Ontário no centro de Toronto.
O Parque é o lar de um carrossel antigo de 1907, 'carros antigos', 'pedalinhos', uma roda gigante de estilo moinho de vento, um 'barril assombrado"e vários brinquedos para as crianças. Existem dois jeitos de viajar ao redor do parque, uma ferrovia em miniatura e um passeio em um tipo de teleférico de conveyence viajando de Centre Island para a ilha próxima mais oriental e nas costas. Além disso, seu  'antigo Carrossel' é incrivelmente único e um dos poucos de seu tipo deixado em existência na América do Norte hoje.